# Micropeza texana
Micropeza texana är en tvåvingeart som beskrevs av Cresson 1938. Micropeza texana ingår i släktet Micropeza och familjen skridflugor.
Artens utbredningsområde är Texas. Inga underarter finns listade i Catalogue of Life.